# Konståret 1863

## Utställningar

### Okänt datum
- Första utställningen av Salon des Refusés, och myntandet av begreppet avantgarde.

## Verk

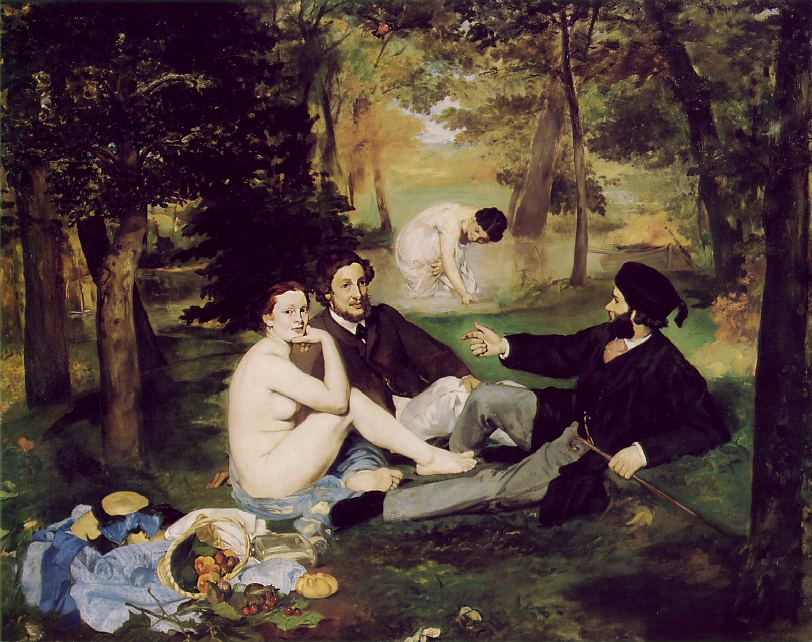
Édouard Manets verk Le déjeuner sur l'herbe målades år 1863.

- Alexandre Cabanel - Naissance de Venus.
- Édouard Manet - Le déjeuner sur l'herbe (Musée d'Orsay, Paris).
- Édouard Manet - Olympia (Musée d'Orsay, Paris).
- Mårten Eskil Winge – Loke och Sigyn

## Födda
- 4 februari - Hilma Johanna Osterman (död 1949), svensk bildkonstnär
- 3 april - Henry Van de Velde (död 1957), belgisk målare, arkitekt och designer, en av grundarna till Art Nouveau-rörelsen.
- 21 maj - Gunnar Berg (död 1893), norsk målare.
- 16 juni - Arturo Michelena (död 1898), venezuelansk målare.
- 2 juli  - Gustaf Isander (död 1929), svensk konstnär.
- 3 augusti  - Louis Sparre (död 1964),  svensk greve, konstnär och författare.
- 8 augusti  - Jean Leon Gerome Ferris (död 1930), amerikansk konstnär.
- 11 oktober - Georges Gardet (död 1939), fransk skulptör.
- 17 oktober - Sigrid Blomberg (död 1941), svensk bildhuggare och grafiker.
- 2 november - Venny Soldan-Brofeldt (död 1945), finländsk konstnär.
- 8 november - Eero Järnefelt (död 1937), finländsk målare.
- 11 november - Paul Signac (död 1935), fransk målare.
- 12 december - Edvard Munch (död 1944), norsk konstnär.
- 17 december - Karl Samuel Flodman (död 1888), svensk målare, tecknare och etsare.

## Avlidna
- 17 januari - Horace Vernet (född 1789), fransk målare.
- 6 februari - Carl Ludwig Frommel, 73, tysk landskapsmålare och gravör.
- 16 februari - Alvan Fisher (född 1792), amerikansk pionjär i landskapsmålning och genremåleri.
- 4 april - Ludwig Emil Grimm (född 1790), tysk målare och gravör.
- 5 juni - Marie Ellenrieder (född 1791), tysk målare.
- 7 juli - William Mulready (född 1786), irländsk målare.
- 12 juli - Étienne-Jean Delécluze (född 1781), fransk målare och konstkritiker.
- 13 augusti - Eugène Delacroix (född 1798), fransk konstnär.
- 19 september - Joseph Nigg (född 1782), österrikisk målare.
- 4 december - James Duffield Harding (född 1798), engelsk landskapsmålare.
- 10 december - Charles C. Ingham (född 1797), irländsk porträttmålare och senare grundare av New York National Academy of Design.
- okänt datum - Maria Martin (född 1796), amerikansk målare.